# Dicranum punctulatum
Dicranum punctulatum là một loài rêu trong họ Dicranaceae. Loài này được Hampe mô tả khoa học đầu tiên năm 1860.